# Yangshan (köpinghuvudort i Kina, Jiangsu Sheng, lat 31,58, long 120,09)
Yangshan (kinesiska: 阳山, 陆区, 阳山镇) är en köpinghuvudort i Kina. Den ligger i provinsen Jiangsu, i den östra delen av landet, omkring 130 kilometer sydost om provinshuvudstaden Nanjing. Antalet invånare är 41 976. Befolkningen består av 19 711 kvinnor och 22 265 män. Barn under 15 år utgör 9,0 %, vuxna 15-64 år 79 %, och äldre över 65 år 10,0 %.
Runt Yangshan är det tätbefolkat, med 286 invånare per kvadratkilometer. Närmaste större samhälle är Wuxi, 19,0 km öster om Yangshan. Trakten runt Yangshan består till största delen av jordbruksmark.
Genomsnittlig årsnederbörd är 1 390 millimeter. Den regnigaste månaden är juli, med i genomsnitt 250 mm nederbörd, och den torraste är januari, med 38 mm nederbörd.